# ラグアイリタ沢
ラ・グアイリータ沢（ラ・グアイリータさわ, Quebrada La Guairita）は、ベネズエラのミランダ州バルタ市を流れる川で、グアイレ川の支流である。-itaは、小さなものに付ける接尾語で、ラ・グアイリータの名はグアイレ川に由来する。

## 地理

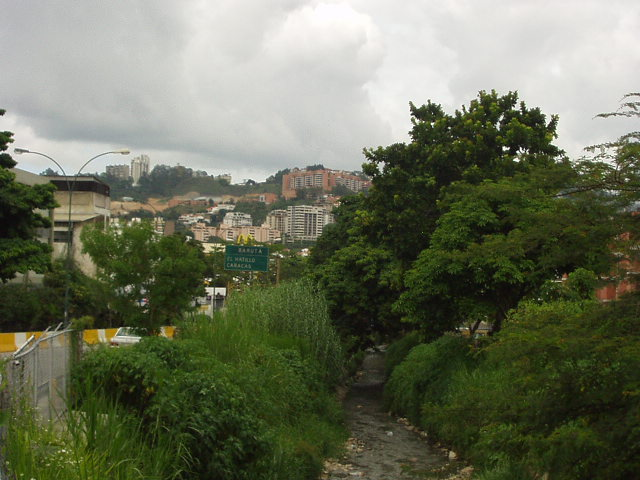
ラ・トリニダに向かう川 (2004年8月)

バルタ市の中央をよぎる。流域は低い山地ないし丘陵地である。バルタ市の西部、リベルタドル市との境界付近の低い山地から流れ出て、まず西に、ついで北に向かう。ラ・トリニダでマンサナ・レス川をあわせ、東に約1キロでラボジェラ沢をあわせる。これら河川の合流点付近で小さな盆地を作る。ついで丘陵を北東に流れ、カフェテラル付近の盆地に出る。再び山に入り、南に大きく迂回してから、東に流れてグアイレ川に合流する。

## 支流
- マンサナーレス川

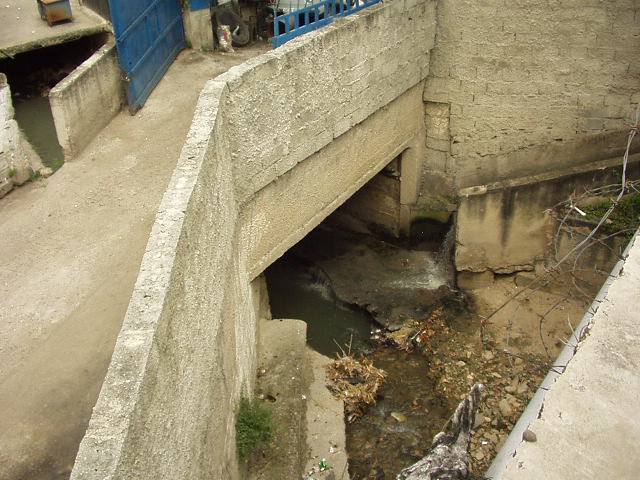
バルタでほんの数メートル地上に姿を見せるマンサナレス川

  - バルタ市を流れる小さな川。丘陵地帯の谷間を流れる小河川である。バルタ市西部、リベルタドル市との境界付近の山から発し、東に流れてラ・トリニダの盆地でラ・グアイリータ沢に注ぐ。途中、バルタ市の中心であるバルタを通るが、その辺りから合流点まで地下を流れる。
- ラボジェラ沢
- エルパウヒ沢